# 9476 Vincenthuang
9476 Vincenthuang eller 1998 QQ36 är en asteroid i huvudbältet som upptäcktes den 17 augusti 1998 av LINEAR i Socorro County, New Mexico. Den är uppkallad efter Vincent Huang.
Asteroiden har en diameter på ungefär 9 kilometer och den tillhör asteroidgruppen Sulamitis.